# Estadio de la Federación de Fútbol de Afganistán
El Estadio de la Federación de Fútbol de Afganistán es un estadio de fútbol localizado en la ciudad de Kabul, la capital del país asiático de Afganistán y una sede de competencia para todos los clubes de la nueva Primera división de Afganistán. El estadio de la FFA tiene una capacidad para 5000 personas, y la superficie es de césped artificial.